# Man Ray (film 2001)
Man Ray è un cortometraggio del 2001 diretto da Claudio Araya e basato sulla vita del pittore statunitense Man Ray.